# 兰皮奥内岛
兰皮奥内岛是地中海中部佩拉杰群岛中的一座无人居住的小岛，行政上隶属于意大利阿格里真托省蘭佩杜薩和利諾薩市鎮，面积1.2平方千米，为佩拉杰群岛三座岛屿中面积最小的一座。周围水域为潜水胜地。